# Temporada 2021 del Campeonato de Europa de Carreras de Camiones
La temporada 2021 del Campeonato de Europa de Carreras de Camiones es la decimosexta edición de dicho campeonato, regulado y aprobado por la Federación Internacional del Automóvil (FIA), como la clase más alta de competición para camiones. Comenzó en junio en  Hungaroring (Hungría) y finalizará en octubre en el Circuito de Misano (Italia.).
Norbert Kiss se proclamó campeón por tercera vez en su carrera, mientras que la asociación de entre el Révész TRT y el T Sport Bernau, Team Titan, fue campeón de equipos. Por su parte, en la Goodyear Cup, nuevo nombre de patrocinio de la Copa Promotor (anterior Grammer Truk Cup) Shane Brereton consiguió el segundo título de su carrera.

## Equipos y pilotos
G : piloto que compite en la Goodyear Cup.
| Freightliner                       | Buggyra Zero Mileage Racing  | 20 | Téo Calvet              | Todas  | G |
| Freightliner                       | Buggyra Zero Mileage Racing  | 29 | Aliyyah Koloc           | Todas  | G |
| Freightliner                       | Buggyra Zero Mileage Racing  | 55 | Adam Lacko              | Todas  |   |
| Iveco                              | Don't Touch Racing           | 11 | André Kursim            | Todas  |   |
| Iveco                              | Reinert Racing GmbH          | 77 | René Reinert            | Todas  |   |
| Iveco                              | Team Hahn Racing             | 1  | Jochen Hahn             | Todas  |   |
| Iveco                              | Team Hahn Racing             | 22 | Lukas Hahn              | 2, 6   |   |
| Iveco                              | Team Schwabentruck           | 44 | Stephanie Halm          | Todas  |   |
| MAN                                | Anderson Racing              | 33 | Jamie Anderson          | Todas  | G |
| MAN                                | Heinrich-Clemens Hecker      | 25 | Heinrich-Clemens Hecker | 1-5    | G |
| MAN                                | Lion Truck Racing            | 66 | Anthony Janiec          | 2, 5-6 |   |
| MAN                                | Luis Recuenco                | 64 | Luis Recuenco           | 3-4    | G |
| MAN                                | MV Commercial Truck Racing   | 86 | Tom O' Rourke           | 1      | G |
| MAN                                | MV Commercial Truck Racing   | 86 | Luke Garrett            | 2-5    | G |
| MAN                                | MV Commercial Truck Racing   | 86 | Ryan Smith              | 6      |   |
| MAN                                | Révész TRT                   | 40 | Norbert Kiss            | Todas  |   |
| MAN                                | SL Trucksport                | 30 | Sascha Lenz             | Todas  |   |
| MAN                                | T Sport Bernau               | 23 | Antonio Albacete        | Todas  |   |
| MAN                                | TOR Truck Racing             | 17 | Shane Brereton          | Todas  | G |
| Scania                             | Tankpool24 Racing            | 24 | Steffen Faas            | Todas  | G |
| Pilotos que no pueden sumar puntos |                              |    |                         |        |   |
| MAN                                | Reboconort Racing Truck Team | 14 | José Rodrigues          | 5      | G |

|}

### Campeonato de equipos
| Marca        | Equipo                       | Piloto                       |
| ------------ | ---------------------------- | ---------------------------- |
| Freightliner | Buggyra Zero Mileage Racing  | Téo Calvet                   |
| Freightliner | Buggyra Zero Mileage Racing  | Adam Lacko                   |
| Iveco        | Die Bullen von Iveco Magirus | Jochen Hahn                  |
| Iveco        | Die Bullen von Iveco Magirus | Stephanie Halm               |
| MAN          | Löwen Power                  | Sascha Lenz                  |
| MAN          | Löwen Power                  | Jamie Anderson               |
| MAN          | Team Titan                   | Norbert Kiss                 |
| MAN          | Team Titan                   | Antonio Albacete             |
| MAN          | TOR Truck Racing             | Shane Brereton               |
| MAN          | TOR Truck Racing             | Tom O' Rourke / Luke Garrett |

NOTAS
En el campeonato de equipos pueden participar equipos de dos pilotos (como Buggyra) o asociaciones entre dos equipos de un piloto cada uno (como Die Bullen von Iveco Magirus, asociación del Team Hahn Racing y del Team Schwabentruck).

## Calendario
| Ronda | Circuito                | Fecha               |
| ----- | ----------------------- | ------------------- |
| 1     | Circuito de Hungaroring | 12-13 de junio      |
| 2     | Autódromo de Most       | 28-29 de agosto     |
| 3     | Circuito de Zolder      | 11-12 de septiembre |
| 4     | Circuito de Bugatti     | 15-26 de septiembre |
| 5     | Circuito del Jarama     | 2-3 de octubre      |
| 6     | Circuito de Misano      | 5-6 de octubre      |

## Clasificaciones
Sistema de puntuación 
Todas las carreras del campeonato siguen este sistema de puntuación:
Carreras 1 y 3
| Posición | 1.º | 2.º | 3.º | 4.º | 5.º | 6.º | 7.º | 8.º | 9.º | 10.º |
| Puntos   | 20  | 15  | 12  | 10  | 8   | 6   | 4   | 3   | 2   | 1    |

Carreras 2 y 4
| Posición | 1.º | 2.º | 3.º | 4.º | 5.º | 6.º | 7.º | 8.º | 9.º | 10.º |
| Puntos   | 10  | 9   | 8   | 7   | 6   | 5   | 4   | 3   | 2   | 1    |

Leyenda
DNS: siglas en inlés de Did Not Started, es decir, que no comenzó la carrera.
Ret: abreviatura de Retirado (o retired en inglés), que significa que el piloto abandonó la  carrera.
C: significa que se canceló la carrera.

### Clasificación general del ETRC 2021
| 1.º                                | Norbert Kiss            | Ret | C   | 1   | 1   | 1   | 3   | 1   | 5   | 1   | 8   | 4   | 1   | 3   | 1   | 1   | 5   | 1   | 4   | 1   | 5   | 2   | 3   | 1   | 6   | 276 |
| 2.º                                | Sascha Lenz             | 1   | C   | 2   | 6   | 2   | 7   | 3   | 1   | 2   | 6   | 9   | 5   | 4   | 3   | 2   | 4   | 2   | 6   | 5   | 6   | 1   | 4   | 5   | 1   | 227 |
| 3.º                                | Adam Lacko              | 3   | C   | 3   | 3   | 3   | 8   | 2   | 4   | 4   | 1   | 2   | 2   | 5   | 2   | 5   | 3   | 5   | 5   | 3   | 4   | 5   | 5   | 6   | 7   | 203 |
| 4.º                                | Jochen Hahn             | 2   | C   | 6   | 5   | Ret | 10  | 4   | Ret | 12  | 11  | 1   | 6   | 1   | 4   | 3   | 6   | 3   | Ret | 4   | 9   | 3   | 1   | 2   | 6   | 174 |
| 5.º                                | Antonio Albacete        | 4   | C   | 4   | 9   | 4   | 6   | 7   | 2   | 3   | 7   | 3   | 9   | 2   | 8   | 4   | 8   | 4   | 3   | 2   | 7   | 13  | 7   | 3   | 4   | 170 |
| 6.ª                                | Stephanie Halm          | 5   | C   | 8   | 2   | 5   | 5   | 9   | Ret | 8   | 2   | 6   | 7   | 13  | 11  | 7   | 7   | 8   | 2   | 6   | 2   | 4   | 13  | 8   | 3   | 114 |
| 7.º                                | André Kursim            | Ret | C   | 9   | 8   | 7   | 1   | 11  | 10  | 5   | 4   | 5   | 8   | 10  | 9   | 6   | 1   | 6   | 1   | 7   | 3   | Ret | DNS | Ret | 13  | 93  |
| 8.º                                | Téo Calvet              | 9   | C   | 7   | 7   | 8   | 2   | 5   | 6   | 7   | 3   | 7   | 3   |     |     |     |     | Ret | 8   | 8   | 1   | 8   | 2   | Ret | Ret | 88  |
| 9.º                                | Shane Brereton          | 10  | C   | 5   | 4   | 9   | 9   | 7   | 3   | 11  | 9   | 8   | 4   | 6   | 7   | 8   | 2   | 10  | 10  | 16  | 13  | 9   | 8   | 9   | 11  | 76  |
| 10.º                               | René Reinert            | 8   | C   | 11  | 11  | 10  | 14  | Ret | 12  | 6   | 5   | 10  | Ret | DNS | 12  | 9   | 9   | 7   | Ret | 15  | 12  | 7   | Ret | 7   | 2   | 42  |
| 11.º                               | Jamie Anderson          | 6   | C   | 15  | DNS | 11  | 11  | 12  | 9   | 9   | 10  | 14  | 11  | 7   | 5   | DSQ | 11  | 13  | 9   | 12  | 8   | Ret | 6   | 13  | 9   | 34  |
| 12.º                               | Anthony Janiec          |     |     |     |     | 6   | 4   | 6   | 7   |     |     |     |     |     |     |     |     | 9   | 11  | 10  | 11  | 6   | 12  | DSQ | Ret | 33  |
| 13.º                               | Steffen Faas            | 7   | C   | 10  | 10  | Ret | 13  | 14  | 11  | 10  | 12  | 12  | 10  | 8   | 6   | 10  | 10  | 12  | 12  | 13  | 10  | 12  | 9   | 10  | 10  | 23  |
| 14.º                               | Lukas Hahn              |     |     |     |     | 12  | 12  | 10  | 8   |     |     |     |     |     |     |     |     |     |     |     |     | 10  | 10  | 4   | 8   | 19  |
| 15.º                               | Luke Garrett            |     |     |     |     | 15  | 17  | 16  | 13  | 14  | Ret | 11  | Ret | 9   | 10  | 12  | 12  | 14  | 13  | 14  | Ret |     |     |     |     | 3   |
| 16.ª                               | Aliyyah Koloc           | 11  | C   | 12  | 12  | 14  | 16  | 13  | 14  | 13  | 13  | 13  | 12  |     |     |     |     | Ret | 14  | 9   | 14  | 11  | 11  | 11  | 12  | 2   |
| 17.º                               | Luis Recuenco           |     |     |     |     |     |     |     |     | 15  | 14  | Ret | 13  | 11  | 13  | 11  | 11  |     |     |     |     |     |     |     |     | 0   |
| 18.º                               | Heinrich Clemens-Hecker | 12  | C   | 13  | 13  | 13  | 15  | 15  | 15  | DNS | DNS | Ret | 14  | 12  | 14  | 13  | 14  | Ret | 15  | 17  | 15  |     |     |     |     | 0   |
| 19.º                               | Tom O'Rourke            | 13  | C   | 14  | DNS |     |     |     |     |     |     |     |     |     |     |     |     |     |     |     |     |     |     |     |     | 0   |
| Pilotos que no pueden sumar puntos |                         |     |     |     |     |     |     |     |     |     |     |     |     |     |     |     |     |     |     |     |     |     |     |     |     |     |
| -                                  | José Rodrigues          |     |     |     |     |     |     |     |     |     |     |     |     |     |     |     |     | 11  | 7   | 11  | Ret |     |     |     |     | 0   |
| -                                  | Ryan Smith              |     |     |     |     |     |     |     |     |     |     |     |     |     |     |     |     |     |     |     |     | DNS | DNS | 12  | Ret | 0   |
| Pos                                | Piloto                  | HUN | HUN | HUN | HUN | MOS | MOS | MOS | MOS | ZOL | ZOL | ZOL | ZOL | LMS | LMS | LMS | LMS | JAR | JAR | JAR | JAR | MIS | MIS | MIS | MIS | Pts |

### Clasificación general de la Goodyear Cup del ETRC 2021
| Pos  | Piloto                  | HUN | HUN | HUN | HUN | MOS | MOS | MOS | MOS | ZOL | ZOL | ZOL | ZOL | LMS | LMS | LMS | LMS | JAR | JAR | JAR | JAR | MIS | MIS | MIS | MIS | Pts |
| ---- | ----------------------- | --- | --- | --- | --- | --- | --- | --- | --- | --- | --- | --- | --- | --- | --- | --- | --- | --- | --- | --- | --- | --- | --- | --- | --- | --- |
| 1.º  | Shane Brereton          | 4   | C   | 1   | 1   | 2   | 2   | 2   | 1   | 4   | 2   | 2   | 2   | 1   | 3   | 1   | 1   | 1   | 4   | 7   | 4   | 2   | 3   | 2   | 4   | 273 |
| 2.º  | Téo Calvet              | 3   | C   | 2   | 2   | 1   | 1   | 1   | 2   | 1   | 1   | 1   | 1   |     |     |     |     | Ret | 2   | 1   | 1   | 1   | 1   | Ret | Ret | 224 |
| 3.º  | Steffen Faas            | 2   | C   | 3   | 3   | Ret | 5   | 6   | 5   | 3   | 4   | 4   | 3   | 3   | 2   | 2   | 2   | 3   | 5   | 5   | 3   | 5   | 4   | 3   | 3   | 204 |
| 4.º  | Jamie Anderson          | 1   | C   | 7   | DNS | 3   | 3   | 4   | 4   | 2   | 3   | 6   | 4   | 2   | 1   | DSQ | 3   | 4   | 3   | 4   | 2   | Ret | 2   | 5   | 2   | 189 |
| 5.º  | Aliyyah Koloc           | 5   | C   | 4   | 4   | 6   | 7   | 5   | 7   | 5   | 5   | 5   | 5   |     |     |     |     | Ret | 6   | 2   | 5   | 4   | 6   | 4   | 5   | 131 |
| 6.º  | Luke Garrett            |     |     |     |     | 7   | 8   | 8   | 6   | 6   | Ret | 3   | Ret | 4   | 4   | 4   | 4   | 5   | 6   | 6   | Ret |     |     |     |     | 86  |
| 7.º  | Lukas Hahn              |     |     |     |     | 4   | 4   | 3   | 3   |     |     |     |     |     |     |     |     |     |     |     |     | 3   | 5   | 1   | 1   | 85  |
| 8.º  | Heinrich Clemens-Hecker | 6   | C   | 5   | 5   | 5   | 6   | 7   | 8   | Ret | DNS | Ret | 7   | 6   | 6   | 5   | 6   | Ret | 7   | 8   | 6   |     |     |     |     | 79  |
| 9.º  | Luis Recuenco           |     |     |     |     |     |     |     |     | 7   | 6   | Ret | 6   | 5   | 5   | 3   | 5   |     |     |     |     |     |     |     |     | 46  |
| 10.º | José Rodrigues          |     |     |     |     |     |     |     |     |     |     |     |     |     |     |     |     | 2   | 1   | 3   | Ret |     |     |     |     | 37  |
| 11.º | Tom O'Rourke            | 7   | C   | 6   | DNS |     |     |     |     |     |     |     |     |     |     |     |     |     |     |     |     |     |     |     |     | 10  |
| Pos  | Piloto                  | HUN | HUN | HUN | HUN | MOS | MOS | MOS | MOS | ZOL | ZOL | ZOL | ZOL | LMS | LMS | LMS | LMS | JAR | JAR | JAR | JAR | MIS | MIS | MIS | MIS | Pts |

### Clasificación del título de equipos 2021
| Pos | Equipo                        | Pts |
| --- | ----------------------------- | --- |
| 1.º | Team Titan                    | 469 |
| 2.º | Die Bullen von Iveco Magirus  | 326 |
| 3.º | Buggyra Mileage Zero Racing   | 313 |
| 4.º | Löwen Power                   | 304 |
| 5.º | Apollo Tyres TOR Truck Racing | 124 |

 Notas
Las posiciones en la general entre pilotos que no tienen puntos se establecen mediante la mejor posición en una carrera. En caso de empate en la mejor posición, se clasifica en mejor posición el que la tiene más veces. Si persiste el empate, se desempata con la segunda mejor posición, y así sucesivamente.
La carrera 2 de Hungaroring se comenzó pero, tras el accidente de Steffen Faas en la primera vuelta, se tuvo que cancelar debido a que la pista no era apta para correr.
Reinert no corrió la carrera 1 de Le Mans por una sanción que arrastraba de Zolder.